# Avarum est mulierum genus
Avarum est mulierum genus è una locuzione latina che significa Avida è la razza delle donne.
Si trova in Cicerone (Rhetorica-de inventione, liber I,94) e si riferisce, generalizzandola, all'avidità di Erifile (Εριφὔλη) moglie di Anfiarao che per un monile accettò di tradire il marito.